# Asmodeus (groupe)
Asmodeus est un groupe de black metal autrichien, originaire de Graz, dans le Land de Styrie. Ils sortent une démo de deux chansons intitulée Supreme Surrender en 1998. Le 24 novembre 2003, il publie Phalanx Inferna, son premier album sur le label Twilight Records. Le 31 mars 2006 paraît son deuxième album Imperium Damnatum.

## Biographie
Le groupe se forme en 1996, initialement sous le nom de Diabolus avec Tyr et Desdemon. Ils sortent une démo de deux chansons intitulée Supreme Surrender, un mélange de black et death metal, en 1998. Asmodeus donne son premier concert en 1999 en tant que première partie de Thirdmoon. 
En janvier 2000, Asmodeus sort sa première démo simplement black metal puis une autre en novembre Embers of Aeon. À la fin de la même année, le groupe donne un concert à Ljubljana puis d'autres concerts au début de l'année suivante en Slovénie  ou en première partie notamment de Six Feet Under ou Fleshcrawl. Le 24 novembre 2003, il publie Phalanx Inferna, son premier album sur le label Twilight Records ; la version vinyle sort plus tard au label Supreme Chaos Records. En 2004, Asmodeus est présent à des festivals et fait des tournées entre l'Autriche, l'Allemagne, la Suisse et la Slovénie. 
En 2005, il fait une tournée en première partie de Belphegor. Le 31 mars 2006 paraît son deuxième album Imperium Damnatum,,. Dans le même mois, il participe aux tournées européennes de Dark Funeral, Naglfar et Aura Noir qui l'amènent au Danemark et en Suède. Puis il est dans des festivals estivaux. En 2008, ils publient un clip du groupe jouant la chanson Summon the Horde, avec Belphegor.

## Membres

### Membres actuels
- Tyr - guitare (depuis 1996)[1]
- Desdemon - chant, basse (depuis 1996)[1]
- Azazel - guitare (2006-2009, depuis 2012)[1]
- Nordger - batterie (depuis 2010)[1]

### Anciens membres
- Harth - batterie (1996-1999)[1]
- Dargoth - guitare (1996-1999)[1]
- Ashrak - batterie (1999-2005)[1]
- Lestat - guitare, chant additionnel (1999-2002)[1]
- Naroth - guitare (2002-2005)[1]
- Malthus - batterie (2005-2010)[1]
- Garm - guitare (2010-2012)[1]

## Discographie

### Albums studio
- 2003 : Phalanx Inferna
- 2006 : Imperium Damnatum

### Démos
- 1998 : Supreme Surrender
- 2000 : As the Winter Moon bleeds
- 2001 : Embers of Aeon